# Grabplatte für Marguerite van Does

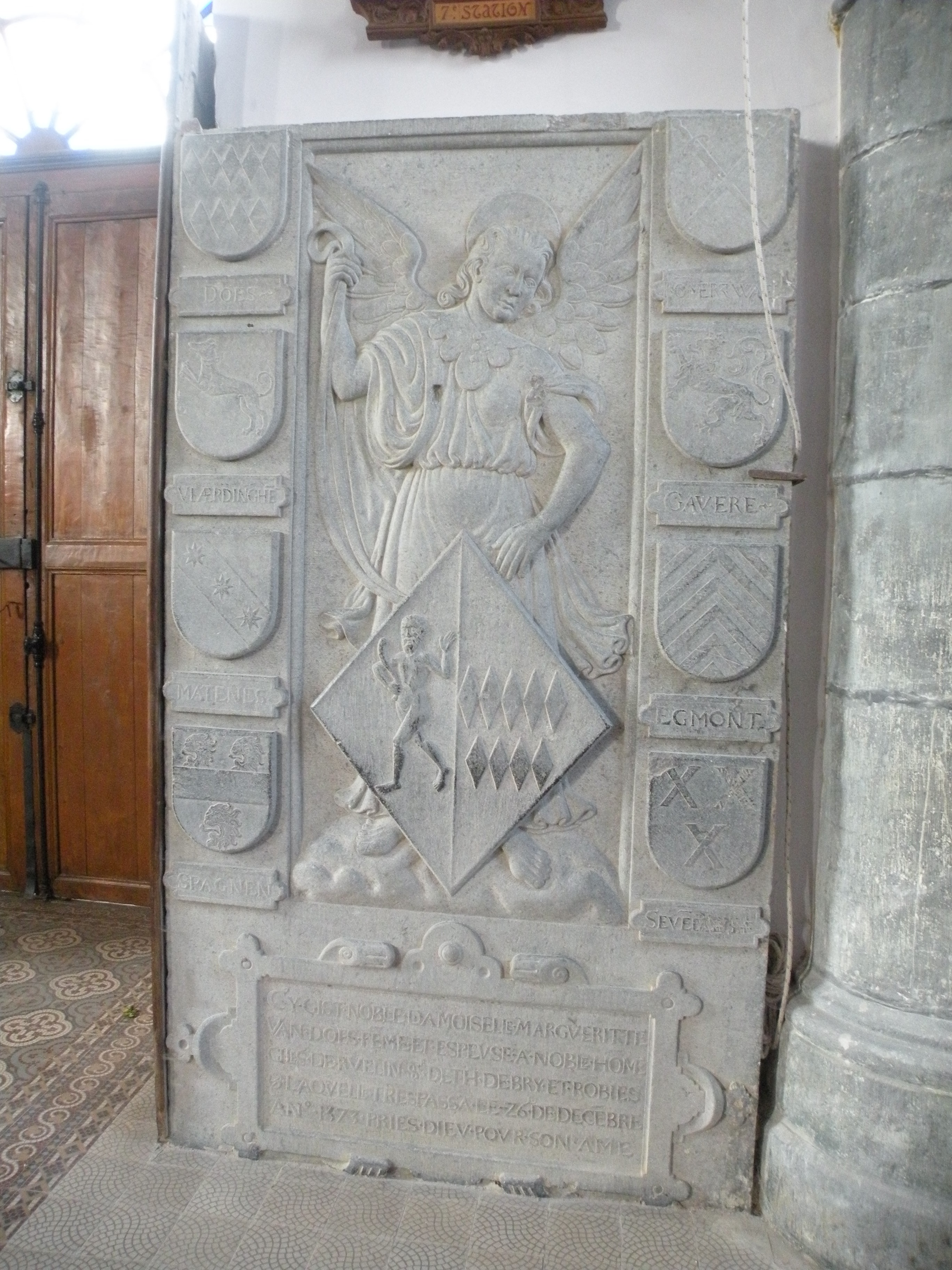
Grabplatte für Marguerite van Does in Eth

Die Grabplatte für Marguerite van Does in der katholischen Kirche St-Denis von Eth, einer französischen Gemeinde im Département Nord in der Region Hauts-de-France, wurde im 16. Jahrhundert geschaffen. Die Grabplatte aus Marmor steht seit 1922 als Monument historique in der Liste der denkmalgeschützten Objekte (Base Palissy) in Frankreich.
Die 2,30 Meter lange und 1,32 Meter breite Grabplatte für Marguerite van Does († 26. Dezember 1573), Ehefrau von Giles de Ruelin, des Grundherrn von Eth und Bry, mit der Darstellung des Erzengels Michael mit der Seelenwaage wird von neun Familienwappen der Verstorbenen geschmückt. 

Die Inschrift lautet: 

„CY GIST NOBLE DAMOISELLE MARGUERITE VAN DOES FEME ET ESPEUSE A NOBLE HOME GILES DERVELIN SGR D’ETH DE BRY ET ROBIES LAQUELLE TRESPASSA LE 26 DECEBRE AN 1573. PRIES DIEU POUR SON AME“

.